# Забара (Рівненський район)
Заба́ра — село у складі Корецької міської громади Рівненського району Рівненської області; населення — 230 осіб; перша згадка — 1675 рік[джерело?]. Раніше було у складі Головницької сільської ради. У селі діє фельдшерсько-акушерський пункт.
- 1924 р. — селяни спалили панський двір.

## Географія
Село розташоване на лівому березі річки Корчик.

## Історія
У 1906 році фільварок Корецької волості Новоград-Волинського повіту Волинської губернії. Відстань від повітового міста 33 верст. Дворів 5, мешканців 33.

## Населення

### Мова
Розподіл населення за рідною мовою за даними перепису 2001 року:
| Мова       | Відсоток |
| ---------- | -------- |
| українська | 99,13%   |
| російська  | 0,87%    |